# Ó Buteo chân dài
Buteo rufinus là một loài chim trong họ Accipitridae.
Chiều dài từ 50 đến 66 cm (20 đến 26 in) và sải cánh từ 115 đến 160 cm (45 đến 63 in). Chim mái nặng trung bình 1,3 kg (2,9 lb), lớn hơn con trống với trọng lượng trung bình 1,1 kg (2,4 lb).

## Hình ảnh

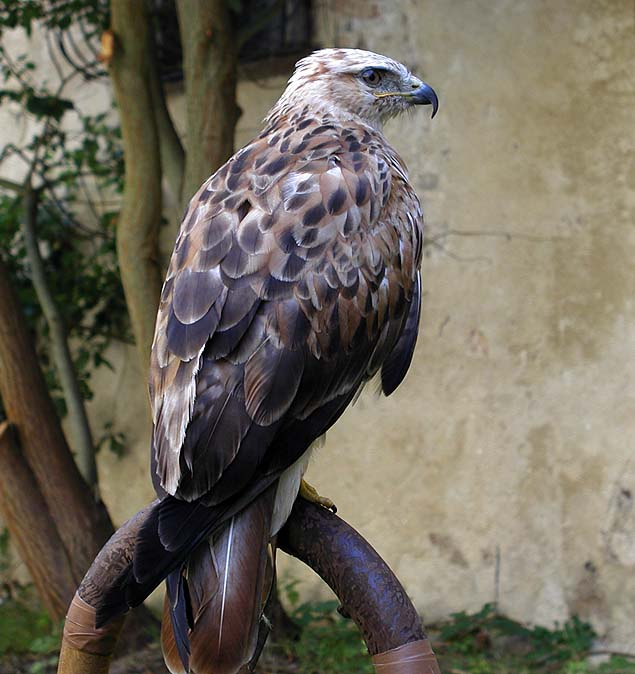
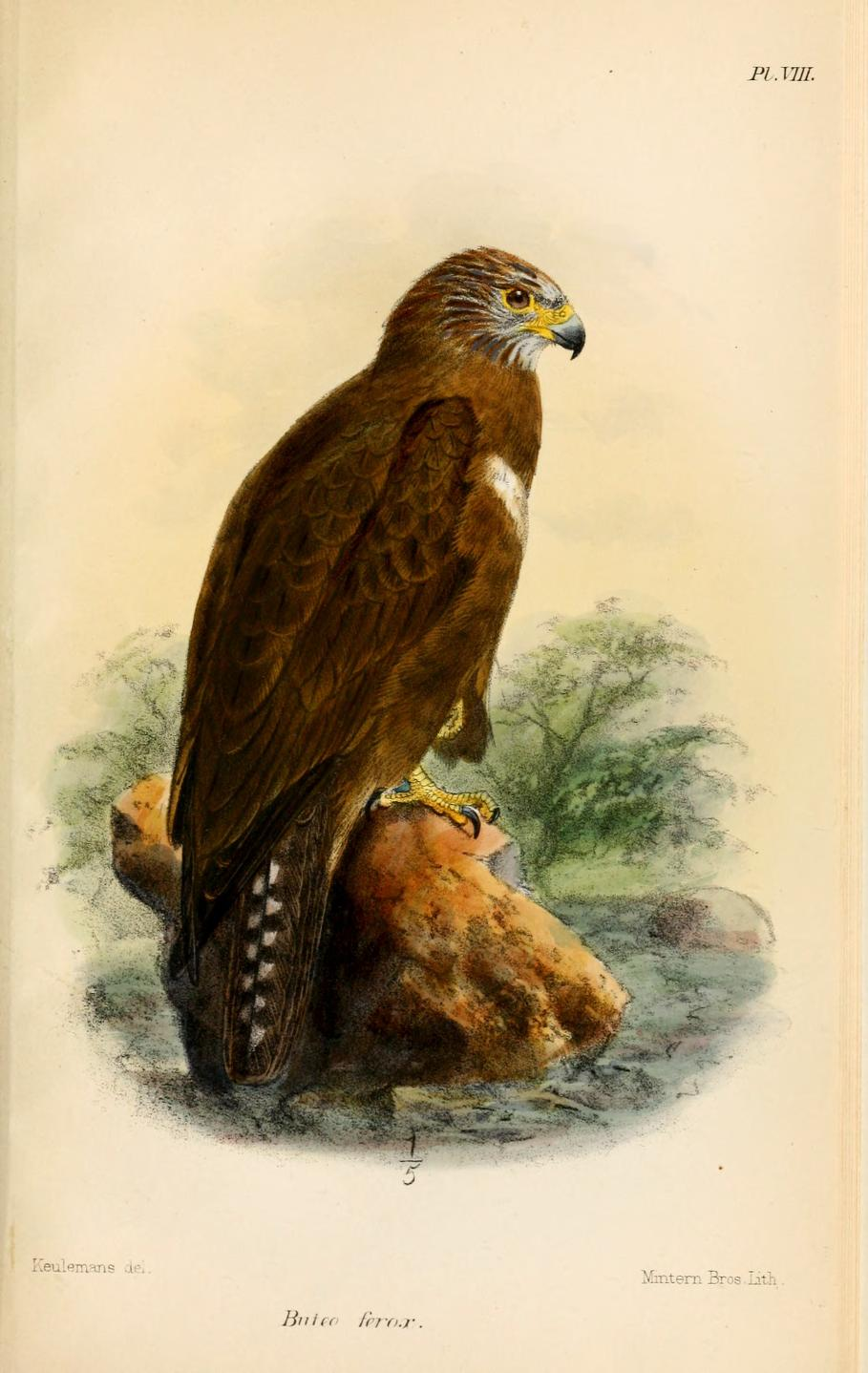
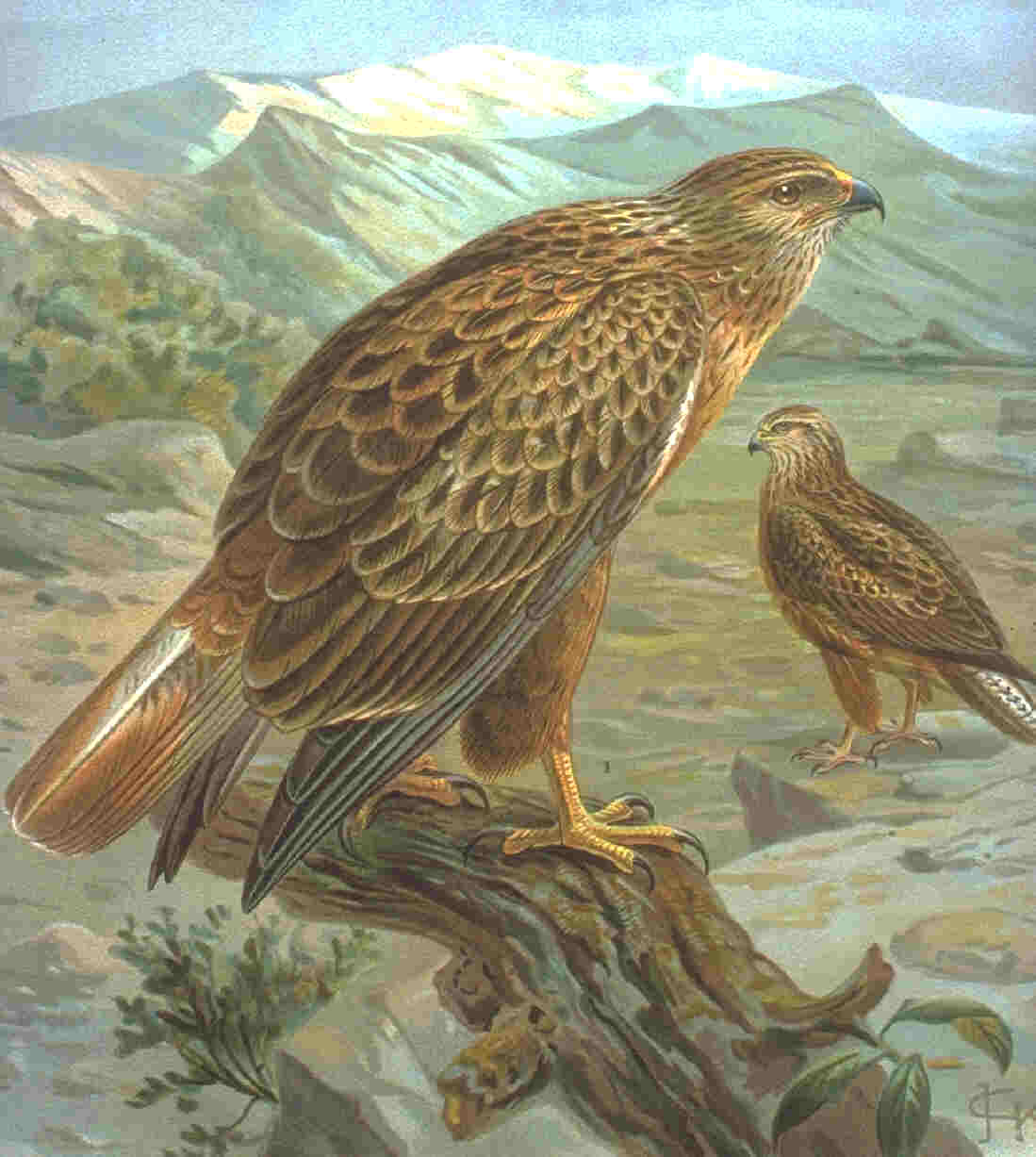
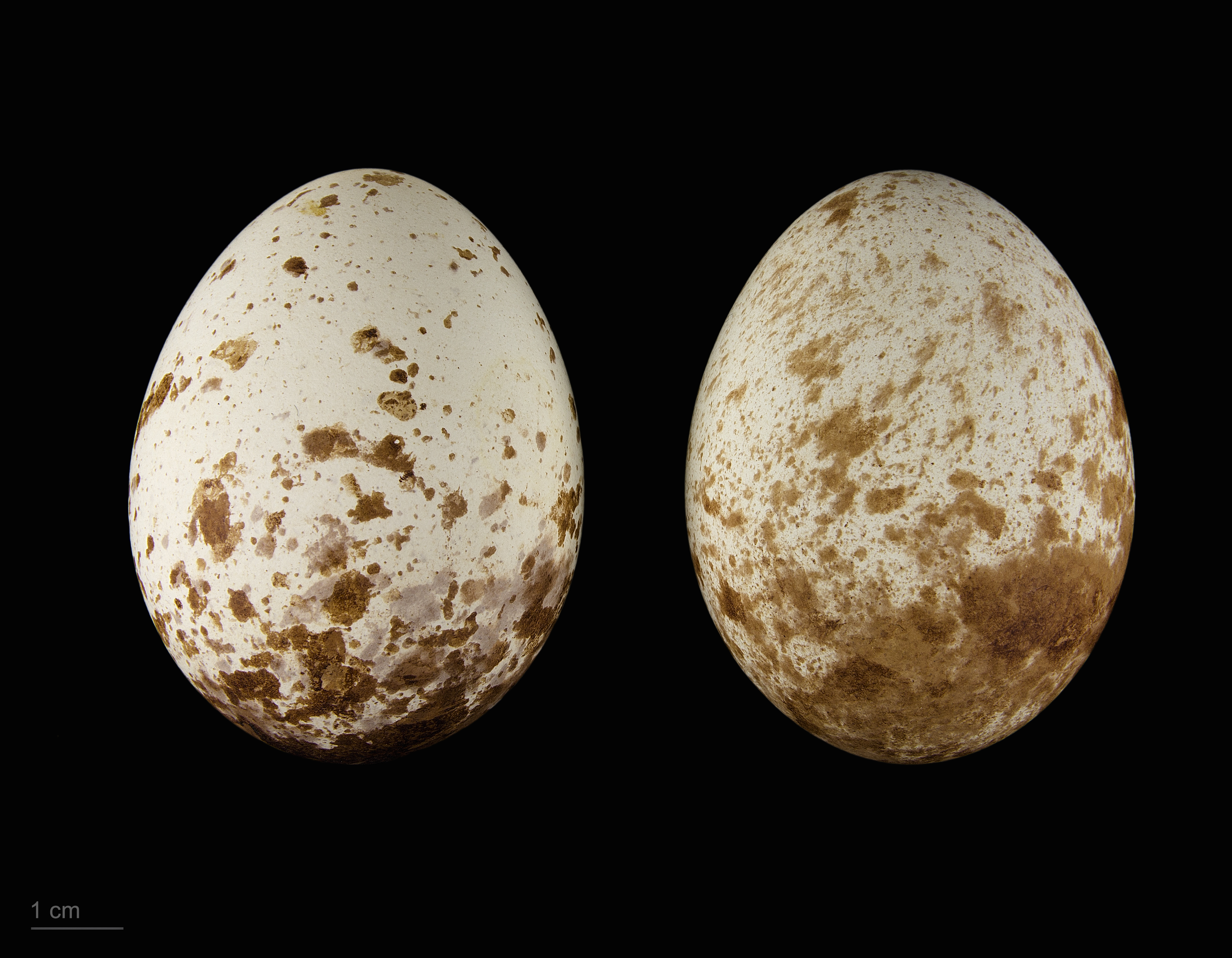
Museum specimen